# Палиативни грижи
Палиативни грижи (от латински: palliare, покриване) е област в здравеопазването, която е фокусирана върху намаляването и предотвратяването на страданието на пациентите. За разлика от хосписната грижа, палиативната медицина е подходяща за всички етапи на заболяването, включително за пациенти, които се лекуват от лечими болести, пациенти с хронични заболявания, както и пациенти към края на живота им. Палиативната медицина има мултидисциплинарен подход, който разчита на съдействие от страна на лекари, фармацевти, сестри, социални работници, психолози и други здравни професионалисти при съставянето на план за грижи за намаляване на страданието във всички области от живота на пациента. Този мултидисциплинарен подход позволява на екипите за палиативна грижа да отговорят на нуждите на пациенти с напреднали заболявания, както на физическо, емоционално и духовно ниво, така и в социален план.
Приема се, че лекарствата и леченията имат палиативен ефект, ако освобождават или намаляват симптомите без да имат лечителен ефект на заболяването или неговия причинител. Пример е употребата на ибупрофен за лечение на болката при инфекциозни заболявания. Макар концепцията за палиативната грижа да не е нова, повечето лекари традиционно се концентрират върху това да се опитват действително да излекуват пациентите. Причината е, че терапевтичните грижи по подобряване на симптомите често са разглеждани като рискови и водещи до пристрастяване и други нежелани странични ефекти . В някои случаи обаче палиативните грижи могат да бъдат част от цялостния лечебен процес и действително да доведат до лечение и оздравяване. Например в спешната медицина, използването на болкоуспокояващи или анестезия, не само подпомага шоковото състояние на пациента, но в някои случаи е и част от процеса на лекарска интервенция, по наместване и други хирургични действия.